# Mike Conaway
Kenneth Michael Conaway dit Mike Conaway, né le 11 juin 1948 à Borger (Texas), est un homme politique américain, représentant républicain du Texas à la Chambre des représentants des États-Unis de 2005 à 2021.

## Biographie
Mike Conaway étudie à l'université A&M du Texas à Commerce, d'où il sort diplômé en 1970. Il s'engage dans l'armée américaine entre 1970 et 1972 puis devient comptable. Il est notamment le directeur financier de Bush Exploration, une entreprise pétrolière, dans les années 1980.
De 1985 à 1988, il est élu au conseil des écoles de Midland. À la fin des années 1990, George W. Bush — alors gouverneur du Texas — le nomme au conseil des comptables du Texas.
Mike Conaway se présente en 2003 à la Chambre des représentants des États-Unis à l'occasion d'une élection partielle dans le 19e district du Texas. Il est battu au second tour par le républicain Randy Neugebauer. À nouveau candidat en 2004, il se présente dans le 11e district en raison du redécoupage électoral. Il est élu représentant avec 76,8 % des voix. Il est depuis réélu tous les deux ans en rassemblant toujours plus de 75 % des suffrages.
À la Chambre des représentants, il préside la commission sur l'éthique lors du 113e congrès, puis la commission sur l'agriculture durant les 114e et 115e congrès.
En juillet 2019, il annonce ne pas être candidat à un nouveau mandat lors des élections de 2020.